# Fen TV
Fen TV (în bulgară Фен ТВ) este un canal muzical de televiziune din Bulgaria, lansat la 12 noiembrie 2003. Acesta este deținut de compania Fen TV Ltd., care deține și televiziunea muzicală Balkanika Music Television. De la începutul anului 2013 transmite în calitate HDTV.